# Patrick Cawley
Patrick Cawley (* 26. Dezember 1904 im County Galway, Irland; † 18. Dezember 1968) war ein irischer Politiker der Fine Gael. Er war von 1951 bis 1954 Teachta Dála (Abgeordneter) im Dáil Éireann, dem irischen Unterhaus des Parlaments (Oireachtas).

## Biografie
Cawley trat erstmals zu den Wahlen 1933 als Mitglied der Cumann na nGaedheal im Wahlkreis Galway an, wurde jedoch nicht gewählt. Er trat noch im gleichen Jahr der Fine Gael bei. Bei den Wahlen 1937, 1938 und 1943 blieb er jeweils im Wahlkreis Galway East erfolglos. Ab den Wahlen 1948 trat er im Wahlkreis Galway South ohne Erfolg an. Er wurde dann erstmals bei den Wahlen 1951 in den Dáil gewählt. Diesen Sitz verlor er jedoch bei den Wahlen 1954 wieder.

## Quelle
- Eintrag auf der Homepage des Oireachtas